# أليخاندرو ويلكي
أليخاندرو ويلكي (بالإنجليزية: Alec Wilkie) هو أستاذ جامعي ورياضياتي بريطاني، ولد في 1948 في نورثامبتون في المملكة المتحدة. عُروف بإسهاماته في نظريات النموذج ومنطق رياضي، كان محاضراً سابقاً في المنطق الرياضي بجامعة أكسفورد ، وتم تعيينه في كرسي فيلدن للرياضيات البحتة (منصب أستاذ في كلية الرياضيات) في جامعة مانشستر عام 2007.